# Протопланетарна туманність

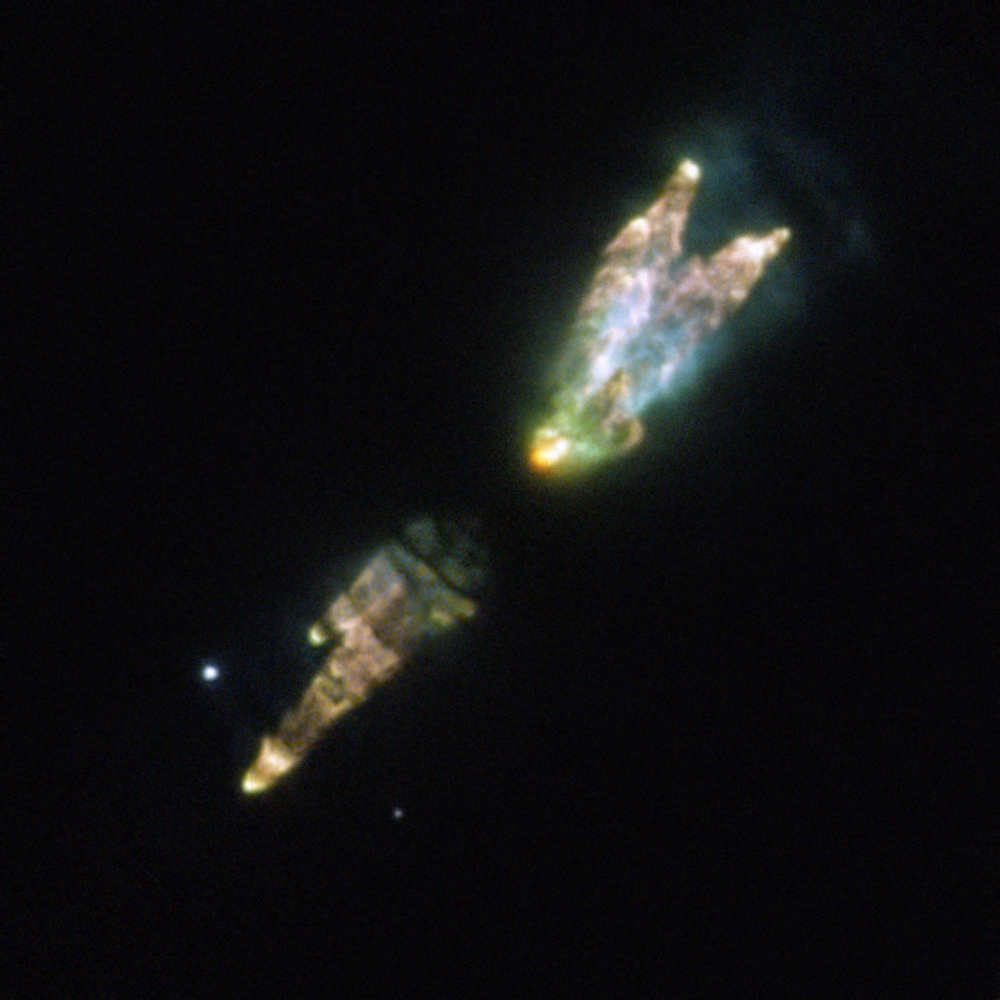
Туманність Вестбрука, протопланетарна туманність.

Протопланетарна туманність або передпланетарна туманність (Sahai, Sánchez Contreras та Morris, 2005) (PPN) — це астрономічний об'єкт, що перебуває на короткочасній стадії швидкої еволюції зорі поміж фазою асимптотичної гілки гігантів (LAGB)[a] та наступною фазою планетарної туманності (PN). Протопланетарна туманність виділяє сильне інфрачервоне випромінювання, і є різновидом відбивної туманності. Вона є другою з кінця серед еволюційних фаз із найвищою світністю у життєвому циклі середньомасивних зірок (1-8 M☉). (Kastner, 2005)

## Найменування

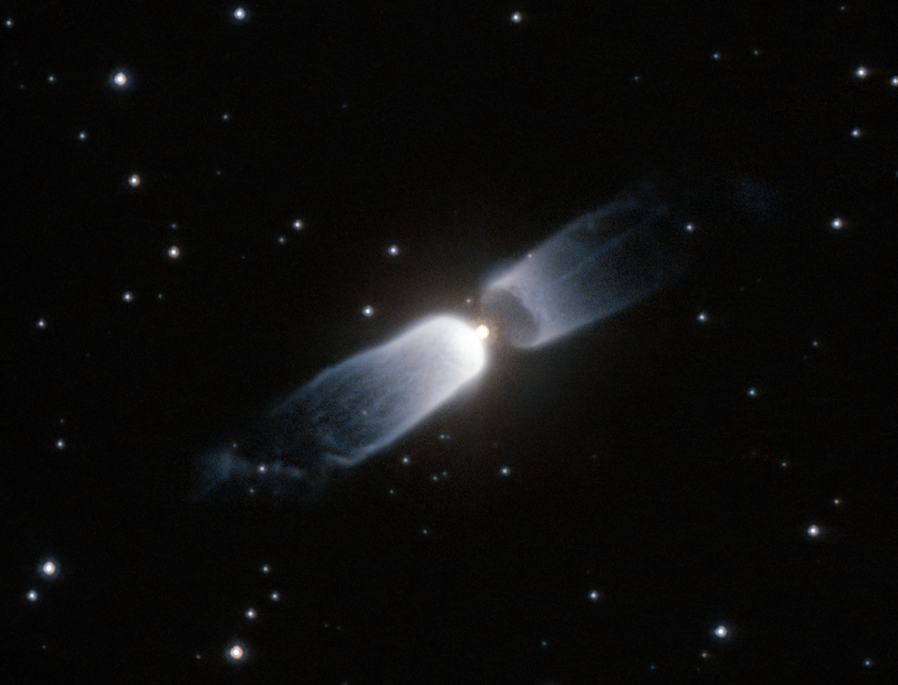
Протопланетарна туманність IRAS 13208-6020 формується із матеріалу, який розсіюється центральною зіркою.

Назва протопланетарна туманність — це невдалий вибір, оскільки її можна переплутати із таким же терміном, який іноді вживається для позначення непов'язаного явища протопланетних дисків. Назва протопланетарна туманність є наступницею старішого терміна — планетарна туманність, який був обраний для позначення цих об'єктів тому, що перші астрономи, що проводили спостереження за допомогою телескопів, виявили певну подібність планетарних туманностей до газових гігантів, таких як Нептун та Уран. Аби уникнути будь-якої ймовірної плутанини, Sahai, Sánchez Contreras та Morris, 2005 пропонують введення нового терміна — передпланетарна туманність (англ. preplanetary nebula), який не перетинається із жодною іншою науковою дисципліною в астрономії. Такі туманності також досить часто називають зорями після-AGB (пост-AGB), хоча до цієї категорії також входять зірки, що ніколи не дочекаються іонізації виверженої ними матерії.

## Еволюція

### Початок
Протягом фази LAGB, коли через втрату маси зменшується маса водневого шару до, приблизно, 10−2 M☉ при основній масі зірки у 0.60 M☉, така зоря починає розвиватися у бік блакитного кольору на діаграмі Герцшпрунга—Рассела. Коли шар гідрогену продовжить втрачати масу аж до 10−3 M☉, цей шар стане таким поруйнованим, що, як вважається, подальша втрата маси стане неможливою. У цій точці ефективна температура зорі, T*, становитиме близько 5000 K, і саме цю точку прийнято вважати завершенням фази LAGB та початком фази PPN.(Davis та ін., 2005)

### Фаза протопланетарної туманності

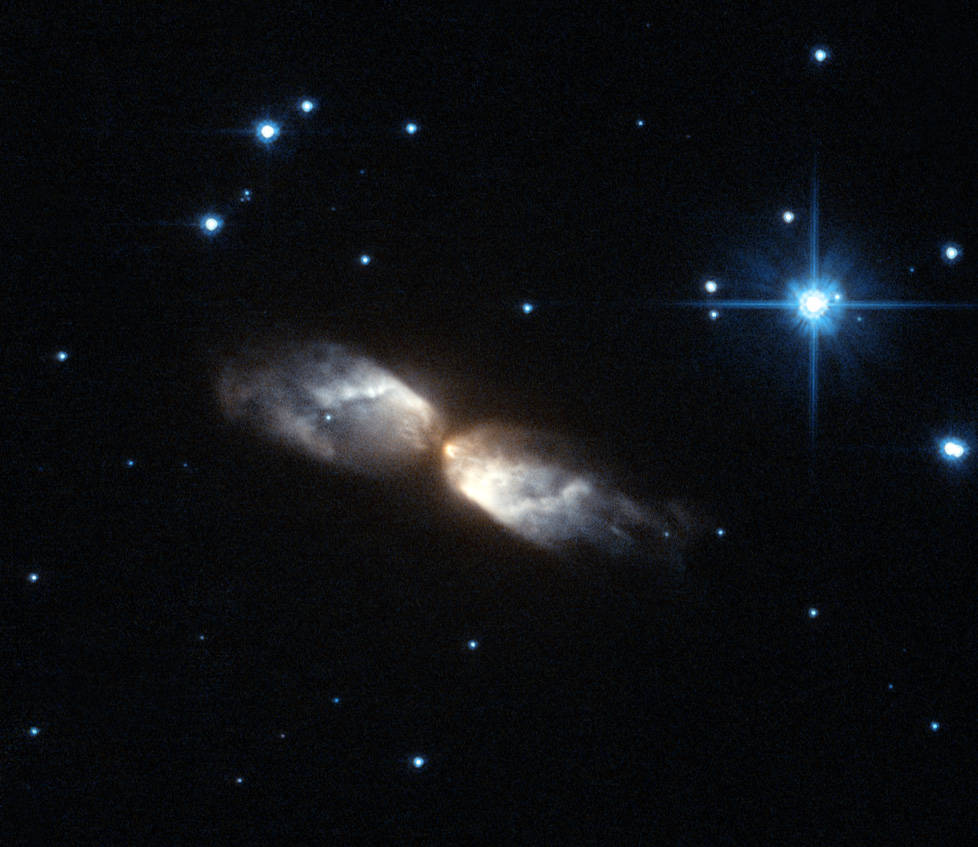
Протопланетарна туманність, відома як IRAS 20068+4051. Знімок виконано камерою Advanced Camera for Surveys телескопа Габбл.

Протягом наступної фази протопланетарної туманності, ефективна температура центральної зірки продовжуватиме зростати як результат втрати маси зовнішнім водневим шаром, яка є наслідком спалювання водню. Протягом цієї фази центральна зоря є все ще надто холодною, аби іонізувати міжзоряну оболонку, що повільно віддаляється від зорі після того, як була вивержена з її поверхні під час фази AGB. Однак, виглядає на те, що зоря таки спричиняє рух дуже швидких, колімованих вітрів, які й формують та стрясають цю оболонку, і майже напевно розворушують малорухливі зоряні викиди, формуючи швидкий молекулярний вітер. Спостереження, та різні дослідження, що проводилися за допомогою фотозйомки із високою роздільною здатністю від 1998 до 2001 рр., демонструють, що швидка еволюція фази протопланетарної туманності зрештою визначає морфологію наступної планетарної туманності. У момент під час, або невдовзі після відокремлення оболонки AGB, форма цієї оболонки змінюється від приблизно сферично-симетричної до осесиметричної. В результаті утворюються морфології, що мають форму біполярних, вузлуватих струменів та «дугоподібних ударних хвиль» на подобу об'єктів Гербіґа-Аро. Такі форми з'являються навіть у порівняно «молодих» протопланетарних туманностей. (Davis та ін., 2005)

### Кінець
Фаза PPN триває, аж доки центральна зоря не досягає температури близько 30 000 К, якої стає недостатньо (виділяється недостатньо ультрафіолетового випромінювання) для того, аби іонізувати навколозоряну туманність (вивержені гази), а тому така туманність перетворюється у різновид емісійної туманності — протопланетну туманність (PN). Такий перехід має відбутися менш ніж за, приблизно, 10 000 років, інакше густина навколозоряної оболонки спаде нижче порогу густини, який є основою для визначення туманності як планетарної, а тому утворення PN як такої не відбудеться. У таких випадках подібні утворення іноді окреслюють терміном «лінива планетарна туманність» (англ. lazy planetary nebula). (Volk та Kwok, 1989)

## Останні припущення

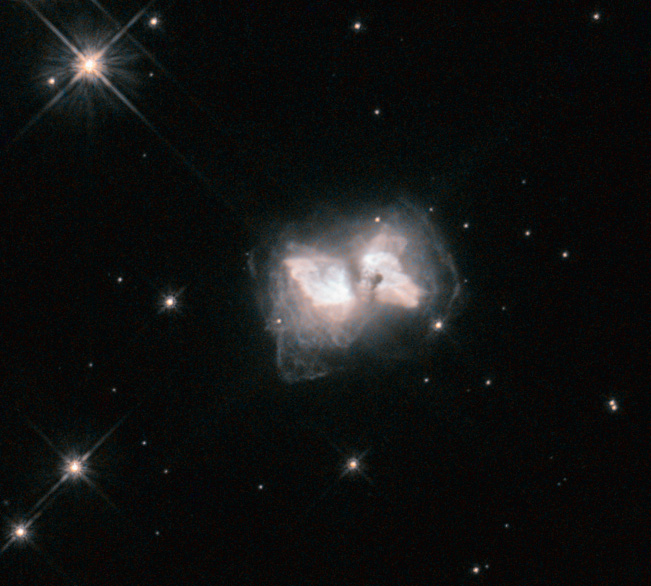
Міжзоряний метелик

У 2001 році, Bujarrabal et al. виявили, що модель «зоряних вітрів у взаємодії», сформульована командою науковців Kwok et al. (1978), за якою рух вітрів спричинюється випромінюванням зорі, є недостатньою для того, аби пояснити їхні спостереження щодо вмісту CO у швидких вітряних потоках в протопланетних туманностях, які свідчать про наявність сильного імпульсу та енергії, що не узгоджуються зі згаданою моделлю. Це змусило теоретиків (Soker & Rappaport 2000; Frank & Blackmann 2004) дослідити, чи міг би сценарій утворення акреційних дисків, подібний до моделі, яка використовується для пояснення струменів, що виходять із активних галактичних ядер, а також молодих зірок, пояснити — як симетрію напрямків, так і високе значення колімації, які спостерігаються у багатьох струменях у протопланетарних туманностях. У такому випадку магніто-центрифуговий запуск із поверхні акреційного диска якраз і становить спосіб конвертування гравітаційної енергії у кінетичну енергію швидкого вітру. Якщо ця модель є вірною, і магнітогідродинаміка таки справді визначає енергетику та колімацію струменів у протопланетарних туманностях, значить вона визначає і фізику ударних хвиль, що йдуть із цими струменями, і це можна підтвердити шляхом виконання високороздільних знімків емісійних регіонів, які виникають разом із появою таких ударних хвиль. (Davis та ін., 2005)

## Виноски
1. ^ Пізня асимптотична гілка гігантів розпочинається у тій точці асимптотичної гілки гігантів, де зоря перестає бути видимою у, власне, видимому світлі, і стає інфрачервоним об'єктом. (Volk та Kwok, 1989)